# Cantone di Bernay-Est
Il Cantone di Bernay-Est era una divisione amministrativa dell'arrondissement di Bernay.
A seguito della riforma approvata con decreto del 25 febbraio 2014, che ha avuto attuazione dopo le elezioni dipartimentali del 2015, è stato soppresso.

## Composizione
Comprendeva parte della città di Bernay e i comuni di
- Carsix
- Corneville-la-Fouquetière
- Fontaine-l'Abbé
- Menneval
- Saint-Aubin-le-Vertueux
- Saint-Clair-d'Arcey
- Saint-Léger-de-Rôtes
- Serquigny